# Фотин Сирмијумски
Фотин Сирмијумски је био епископ Сирмијума у римској провинцији Доња Панонија, ученик Анкирског епископа Маркела. Фотин је проповедао, као и Павле Самосатски да Божија реч нема личност, и да Исус Христ није рођен од Оца пре свих векова, већ је једноставан човек. 
Фотиново учење је одбачено не само од стране православних епископа на саборима у Антиохијском сабору (345) и Миланском сабору (347), већ и од стране аријанаца, на сабору у Сирмијуму 351. године.
Умро је у егзилу у 375. године
На Другом васељенском сабору у Цариграду 381. године, његово учење је такође осуђено. .